# چارلی ریچاردز
چارلی ریچاردز (به انگلیسی: Charlie Richards) بازیکن فوتبال زادهٔ ۹ اوت ۱۸۷۵ اهل انگلستان بود که سابقهٔ بازی در تیم ملی فوتبال انگلستان را در کارنامهٔ خود دارد. وی در تاریخ ۵ مارس ۱۸۹۸ تنها بازی ملی خود را در مقابل تیم ملی فوتبال ایرلند انجام داد.